# Є у мене друг
«Є у мене друг» — радянський короткометражний художній фільм режисера Юлії Толчиної 1974 року.

## Сюжет
За мотивами оповідання письменника Олександра Батрова. В гості до онука вперше приїжджає бабуся — ветеран війни, приїзду якої він зовсім не радий, тому що збирався йти в похід з друзями. Однак невтомна і енергійна бабуся змінює його ставлення до себе. І вони стають кращими друзями.

## У ролях
- Тетяна Пельтцер — бабуся, головна роль
- Павло Степанов — Гліб-онук, головна роль (роль озвучила Марія Виноградова)
- Петро Вескляров — моряк, друг бабусі
- Ольга Казакова — сусідська дівчинка

## Знімальна група
- Режисер: Юлія Толчина
- Оператор:  Альберт Осипов
- Композитор:  Владлен Махлянкін
- Сценарій:  Євген Агранович (за мотивами оповідання  Олександра Батрова)
- Художник: Енріке Родрігес
- Художній керівник:  Петро Тодоровський.
- Директор картини: В. Дмитрієв